# Fernando Gallardo
Fernando Gallardo (Valparaíso, 10 de mayo de 1942-Santiago, 18 de septiembre de 2004) fue un actor, director teatral, académico en teatro y activista político chileno. Trabajó en cine, teatro y televisión. Se hizo popular gracias a su personaje Cachencho, dirigido a espectadores infantiles (Canal 9, 1968-1971). Después, se hizo aún más popular con la obra sobre Don Quijote de La Mancha llamada El hombre de La Mancha, en la que interpretó a Sancho Panza.
Miembro activo del partido comunista, se autoexilió de Chile durante la dictadura militar en la República Democrática Alemana, donde fue director artístico del teatro Hans Otto de Potsdam. Retornó a su país natal en 1987.
Luchó por los derechos de los actores chilenos, preocupándose especialmente por los temas de protección en salud y jubilación digna para sus colegas.
Falleció el 18 de septiembre de 2004 a las 09:50, con 62 años de edad, por un cáncer gástrico.

## Biografía
Parte de su carrera la realizó en Alemania, donde tuvo la dirección artística del teatro Hans Otho de Potsdam y donde tomó clases de actuación en la Escuela Superior de Teatro en Babelsberg. En Alemania, Gallardo formó el teatro Víctor Jara, junto a jóvenes chilenos y alemanes, iniciando varias actividades de teatro callejero. Posteriormente, Gallardo participó en el espectáculo de “Pantomima y Teatro” del teatro Manufakture de Berlín. En el ámbito cinematográfico, Gallardo tuvo destacados secundarios en las películas nacionales Historias de fútbol, El chacotero sentimental, Chilean Gothic, Monos con navaja y Ángel negro. También ha actuado en la televisión chilena, en programas como Teleduc y la telenovela Fuera de control de Canal 13.
Dentro de las distinciones que Gallardo ha recibido, se cuentan el premio otorgado por la prensa especializada como el Mejor Actor del año 1975, por su interpretación de Sancho Panza en la obra “El hombre de la Mancha”. En 1981, la misma agrupación le entregó el premio al Mejor Dramaturgo del año, por la obra “Carrascal 4000″. En 2000, Fernando Gallardo obtuvo el Premio APES como el Mejor Actor por la obra “Sinvergüenzas”, mismo estreno que le valió una nominación al Premio Altazor.
Fernando Gallardo falleció en Santiago en 2004.

## Filmografía
- Los testigos (1971)
- Estado de sitio (1972)
- ¡Viva el novio! (1990)
- Historias de fútbol (1996)
- El chacotero sentimental (1999)
- Chilean Gothic (2000)
- Monos con navaja (2000)
- Ángel negro (2000)
- El fotógrafo (2002)

## Televisión
Participó en múltiples proyectos televisivos, donde se destacan:
- Cachencho y sus Amigos (Canal 9, 1968-1971) Protagonista
- Telefilm “Wirkliche Blau"
- Der Mexikaner Felipe Rivera (TV en Alemania)
- Reality "Protagonistas de la fama" como profesor de teatro.

### Telenovelas
- La madrastra (Canal 13, 1981)
- Bravo (Canal 13, 1989) - Malaquías
- Top secret (Canal 13, 1994) - Aroldo
- Santiago City (Mega, 1997) - Arévalo
- Fuera de Control (Canal 13, 1999) - Oficial Leo Gallardo
- Buen Partido (Canal 13, 2002) - Aldo Marambio

### Series
- Teleduc (Canal 13)
- El cuento del tío (TVN)
- La vida es una lotería (TVN)

### Teatro
- Carrascal 4000
- Sinvergüenzas